# 常州地铁5号线
常州地铁5号线是常州地铁正在建设中的一条地铁线路，为常州市城市轨道交通线网骨干线路，全长30.9千米，均为地下线，共设车站25座。工程于2023年10月开工，预计于2028年开通运营。

## 概况
常州地铁5号线为《常州市城市轨道交通第二期建设规划(2023-2028年)》中批复的线路之一，呈西南至东北走向，串联武进区、钟楼区、天宁区，连接“两湖”创新区、常州南站枢纽、牛塘、皇粮浜、花园片区、火车站片区、东经120片区、天宁未来智慧城，为常州市城市轨道交通线网骨干线路。同时，该线路也将成为常州市首条全自动无人驾驶地铁线路。
线路西起武进区滆湖北岸环湖北路与西太湖大道交叉口，向北沿西太湖大道至禾香路转至向东，下穿预留常州南站与江宜高速公路，沿虹西路再度转为向北，沿湖滨北路至金鸡西路后折向西北，下穿京杭大运河常州绕城段后进入钟楼区内，沿崇圣路继续北行。过怀墅路后，线路转为沿怀德中路向东，下穿南运河后，在怀德站与2号线换乘。下穿京杭运河后，线路折向北行，过关河后先沿通江南路向东北方设置，后转入飞龙路向东，在翠竹站与1号线换乘后转入新堂路东行，过创优路后，线路偏离新堂路向南，终于青龙东路与常青路交叉口处。
5号线设计时速80km/h，车辆采用B2型车，初期采用4节编组，近期采用4/6节编组混跑，远期采用6节编组。线路设西太湖车辆段与东青停车场，车辆采用直流1500V接触网供电，全线设2座主变电站，分别位于清潭和东青停车场。线路控制中心为茶山线网控制中心。

## 历史
- 2023年
  - 9月14日，5号线先行段工程揽月湾站至西太湖站进行环境影响评价第一次公示[6]，并进行设计总体总包服务项目公开招标。
  - 9月25日，5号线先行段工程进行环境影响评价第二次公示[7]。
  - 10月29日，5号线开工仪式举行，工程正式开工[8]。
- 2024年
  - 11月2日，首个车站禾香路站主体工程开工[9]。
  - 11月3日，揽月湾站主体工程开工[10]。
- 2025年
  - 4月4日，西太湖站主体结构正式施工[11]。

## 车站列表
| 站名          | 换乘线路        | 所在地 | 启用时间   | 站台形式     |
| ------------- | --------------- | ------ | ---------- | ------------ |
| 常州地铁5号线 |                 |        |            |              |
| 揽月湾        |                 | 武进区 | 预计2028年 | 地下二层岛式 |
| 西太湖        |                 | 武进区 | 预计2028年 | 地下二层岛式 |
| 禾香路        |                 | 武进区 | 预计2028年 | 地下二层岛式 |
| 常州南站      |                 | 武进区 | 预计2028年 | 地下二层岛式 |
| 漕溪路        |                 | 武进区 | 预计2028年 | 地下二层岛式 |
| 长虹          |                 | 武进区 | 预计2028年 | 地下二层岛式 |
| 牛塘          |                 | 武进区 | 预计2028年 | 地下二层岛式 |
| 金鸡西路      |                 | 武进区 | 预计2028年 | 地下二层岛式 |
| 皇粮浜        |                 | 钟楼区 | 预计2028年 | 地下二层岛式 |
| 永红          |                 | 钟楼区 | 预计2028年 | 地下二层岛式 |
| 清潭          |                 | 钟楼区 | 预计2028年 | 地下二层岛式 |
| 花园          |                 | 钟楼区 | 预计2028年 | 地下二层岛式 |
| 马公桥        |                 | 钟楼区 | 预计2028年 | 地下二层岛式 |
| 怀德          | █ 2号线         | 钟楼区 | 预计2028年 | 地下二层岛式 |
| 西横街        |                 | 钟楼区 | 预计2028年 | 地下二层岛式 |
| 万福桥        |                 | 钟楼区 | 预计2028年 | 地下二层岛式 |
| 锦绣          |                 | 天宁区 | 预计2028年 | 地下二层岛式 |
| 翠竹          | █ 1号线         | 天宁区 | 预计2028年 | 地下三层岛式 |
| 北环          |                 | 天宁区 | 预计2028年 | 地下二层岛式 |
| 竹林          |                 | 天宁区 | 预计2028年 | 地下二层岛式 |
| 东经120       | █ 6号线（在建） | 天宁区 | 预计2028年 | 地下二层岛式 |
| 横塘河东路    |                 | 天宁区 | 预计2028年 | 地下二层岛式 |
| 青龙          |                 | 天宁区 | 预计2028年 | 地下二层岛式 |
| 大明北路      |                 | 天宁区 | 预计2028年 | 地下二层岛式 |
| 东青          |                 | 天宁区 | 预计2028年 | 地下二层岛式 |